# Gustorfer Mühle
Die Gustorfer Mühle (seltener auch Gindorfer Mühle genannt) ist eine ehemalige Wassermühle an der Erft nahe dem Grevenbroicher Stadtteil Gustorf im Rhein-Kreis Neuss, Nordrhein-Westfalen.

## Geschichte
Die Mühle wurde bereits 1335 erstmals urkundlich erwähnt. Sie war eine Bannmühle der Kurkölnischen Erzbischöfe. Der Mühlenzwang blieb bis 1794 bestehen, als er nach der Annektierung des Linken Rheinlandes durch die Franzosen – wie bei allen Mühlen – aufgehoben wurde. Bis dahin mussten neben den Bauern von Gustorf auch die aus Frimmersdorf und Gindorf ihr Korn hier mahlen lassen und auch bei Reparaturen und Umbauten helfen. Zweimal in der Woche wurde das Gemahl durch den Gustorfer Müller mit einem Karren abgeholt und wieder gebracht.

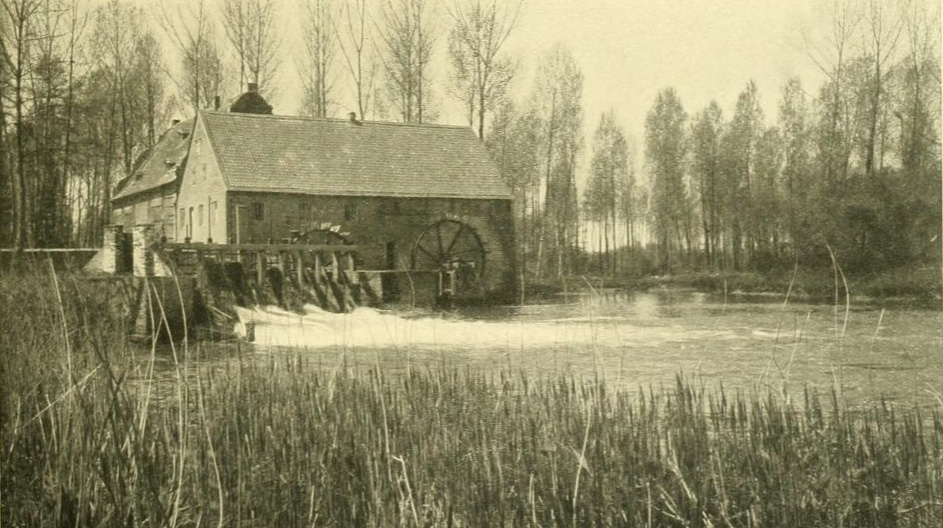
Die Mühle vor dem Umbau von 1913, noch mit zwei Wasserrädern und dem alten Mühlengebäude

1392 wurde die Mühle bei einem Feldzug des Grafen von Berg zerstört; sechs Jahre später aber wieder aufgebaut.
Über die Jahrhunderte wurde die Mühle, die der Kölner Kurfürst zeitweise als Lehen an die Grafen von Styrum übertragen hatte, an zahlreiche Müller verpachtet. 1802 wurde die Mühle als kirchliches Domänengut im Rahmen der Säkularisation von den Franzosen eingezogen und an den Pächter Adam Sinsteden verkauft. Dessen Tochter Mechtildis Sinsteden stiftete die Mühle der Gustorfer Kirche, die sie weiterverkaufte, um den Erlös für den Bau des Krankenhauses St. Joseph in Gustorf zu nutzen.
1865 diente die Gustorfer Mühle dem Maler Andreas Achenbach als Motiv für eine Aquarellzeichnung.
Im Jahre 1749 war ein neues Müllerhaus errichtet worden. Zwischen 1913 und 1923 wurde die Mühle umfangreich umgebaut. Hierbei wurden die zwei Mühlräder, von denen zuletzt nur noch eines in Betrieb war, durch eine Wasserturbine ersetzt. Weiterhin wurde das alte Mühlenhaus umgebaut und erweitert; es entstand das Gebäude in seiner heutigen Form mit großem Getreidesilo. Ob und für wie lange die Mühle nach dem Umbau den Betrieb wieder aufnahm, ist unklar.
1961 zerstörte ein Feuer die Mühle bis auf das Mauerwerk, danach stand die ausgebrannte Ruine für viele Jahre leer. 1984 wurden die Reste unter Denkmalschutz gestellt, um sie vor einem vollständigen Abriss zu bewahren.
1998 übernahm ein Ehepaar als Privatinvestor das Gebäude. Nach anfänglichen Verzögerungen ließen diese das Bauwerk stabilisieren, umfangreich sanieren und renovieren. Die Arbeiten wurden 2008 abgeschlossen. Die ursprünglich geplante Ansiedlung eines Gastronomiebetriebes gelang nicht, eine Nutzung als Wohngebäude war aus denkmalschutzrechtlichen Gründen nicht zulässig. Heute wird die Mühle als Geschäftsgebäude genutzt, in dem sich Arztpraxen und Büroräume befinden. Die Wasserturbine aus den 1930er-Jahren, die nach dem Brand ebenfalls außer Betrieb war, wurde instand gesetzt und wird heute wieder zur Stromerzeugung genutzt.

## Technischer Aufbau
Anders als viele andere Mühlen entlang der Erft staut das Wehr der Gustorfer Mühle nicht einen Nebenarm („Mühlenerft“), sondern den Hauptlauf des Flusses, was im Laufe der Zeit wegen Überschwemmungen und Verschlammung der Erft häufig zu Problemen und Auseinandersetzungen mit Bewohnern und anderen Mühlenbetreibern flussauf- und -abwärts führte.
Wegen des „fauligen Grundes“ auf dem die Mühle stand, wurde die Mühle beim Bau auf neun Meter langen Eichenpfählen gegründet; bei der Renovierung wurde diese Pfahlgründung durch Beton ersetzt.
Oberhalb des Wehres zweigen der Gustorfer Graben und der Neuenhausener Graben von der Erft ab; das Wehr reguliert bis heute die Wasserverteilung auf die drei Abflüsse und die Wasserturbine (ehemals Wasserräder). Die Wehranlage in Bockständerbauweise, welche weitgehend im Zustand von vor 100 Jahren (vgl. Foto oben) erhalten ist, wurde Anfang der 2000er-Jahre instand gesetzt.
Ehemals verfügte die Mühle über nur ein unterschlächtiges Mühlrad, erst Mitte des 18. Jahrhunderts wurde die Zahl der Räder auf drei erhöht. Anfang des 20. Jahrhunderts waren hiervon nur noch zwei erhalten (vgl. Foto oben), von denen nur noch eines in Betrieb war. Beim Umbau in den 1910/20er-Jahren wurden die Räder durch eine Francis-Turbine ersetzt, welche in einem Anbau untergebracht wurde.
Von der Technik des Mahlwerkes ist wenig überliefert. Im Außenbereich der Mühle finden sich aber noch heute ein alter Mühlstein und eine alte Welle eines Transmissionsantriebes (vgl. Fotos unten).

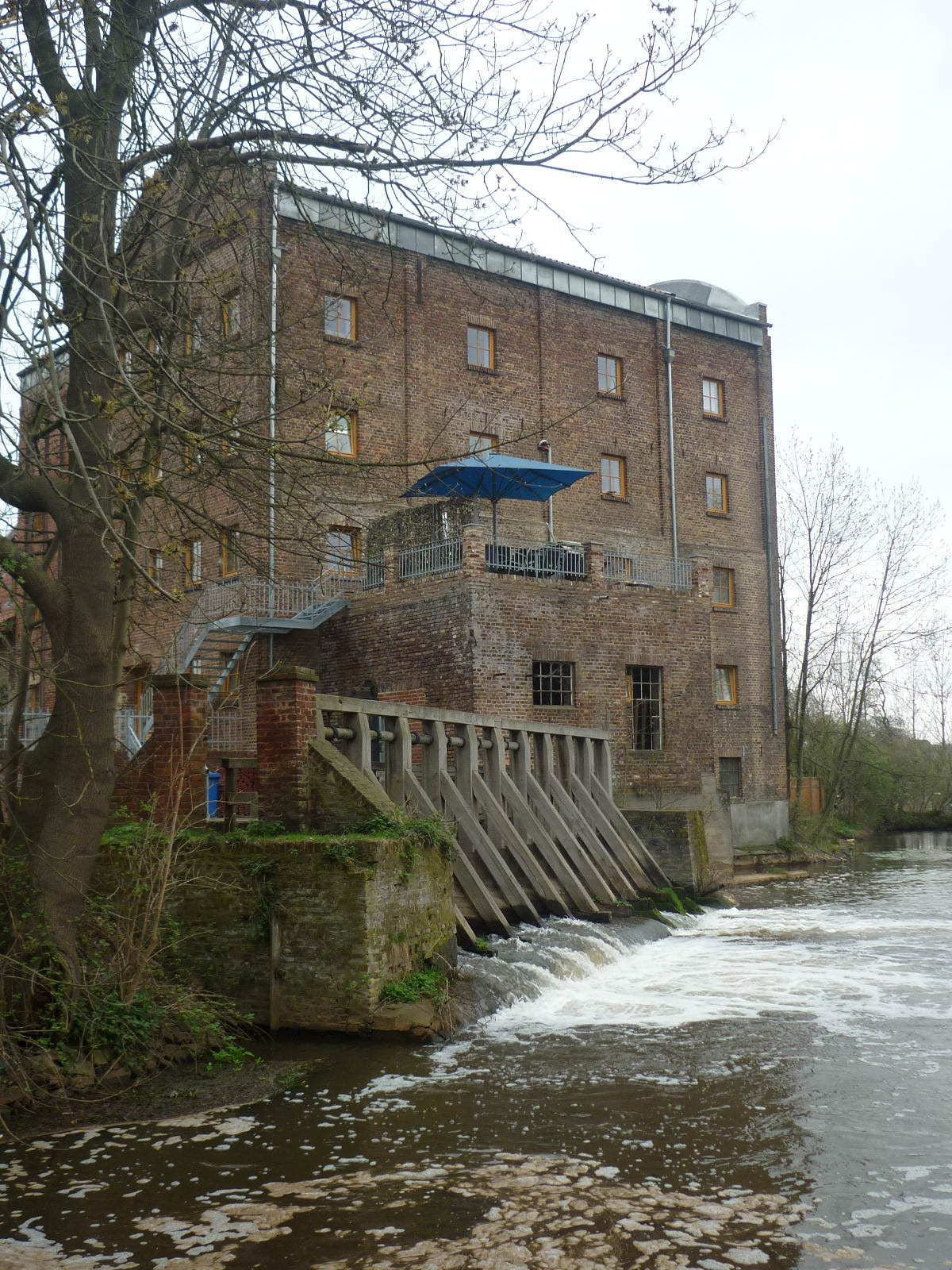
Mühle und Wehr vom Unterwasser
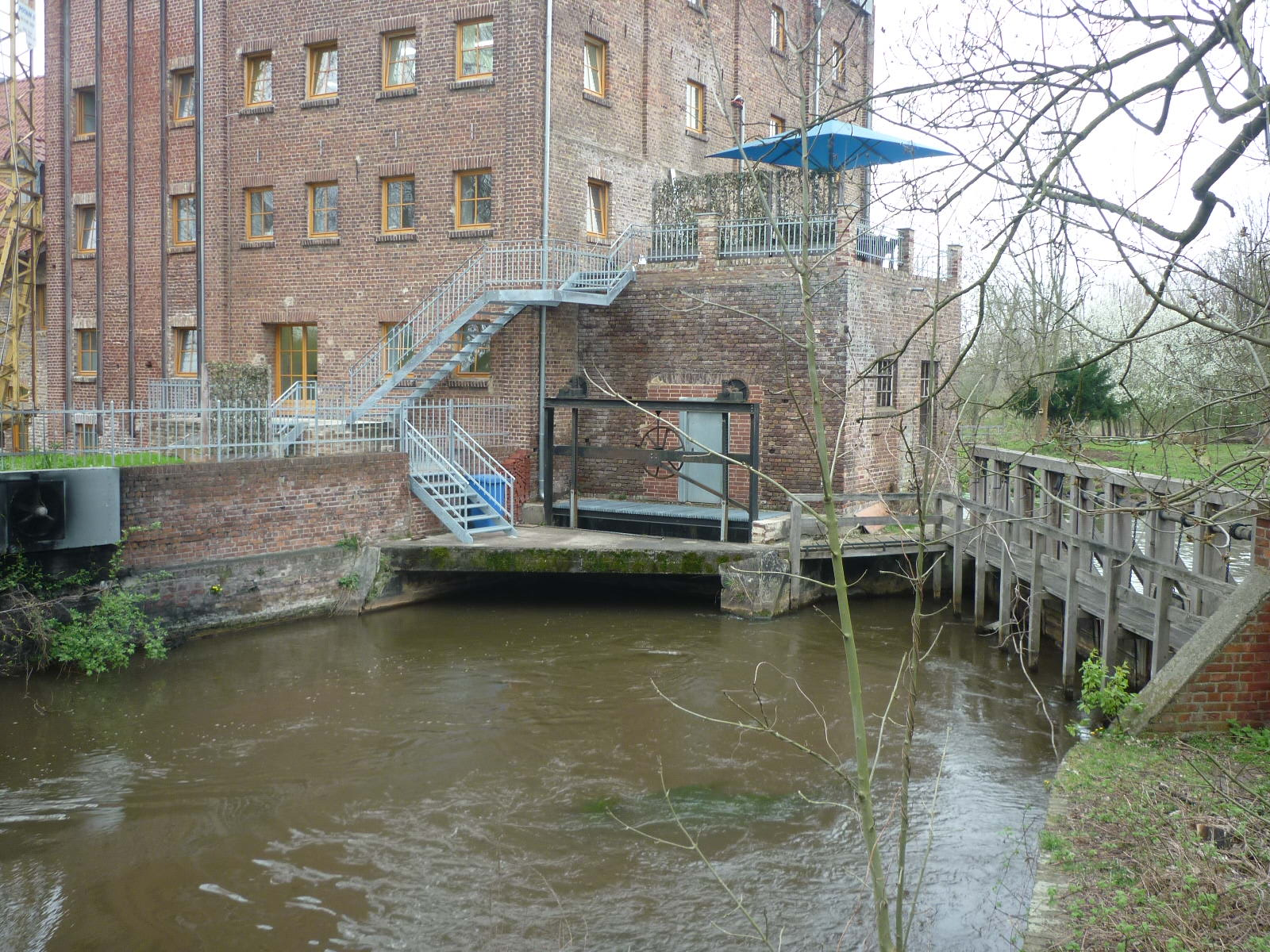
Wehr vom Oberwasser
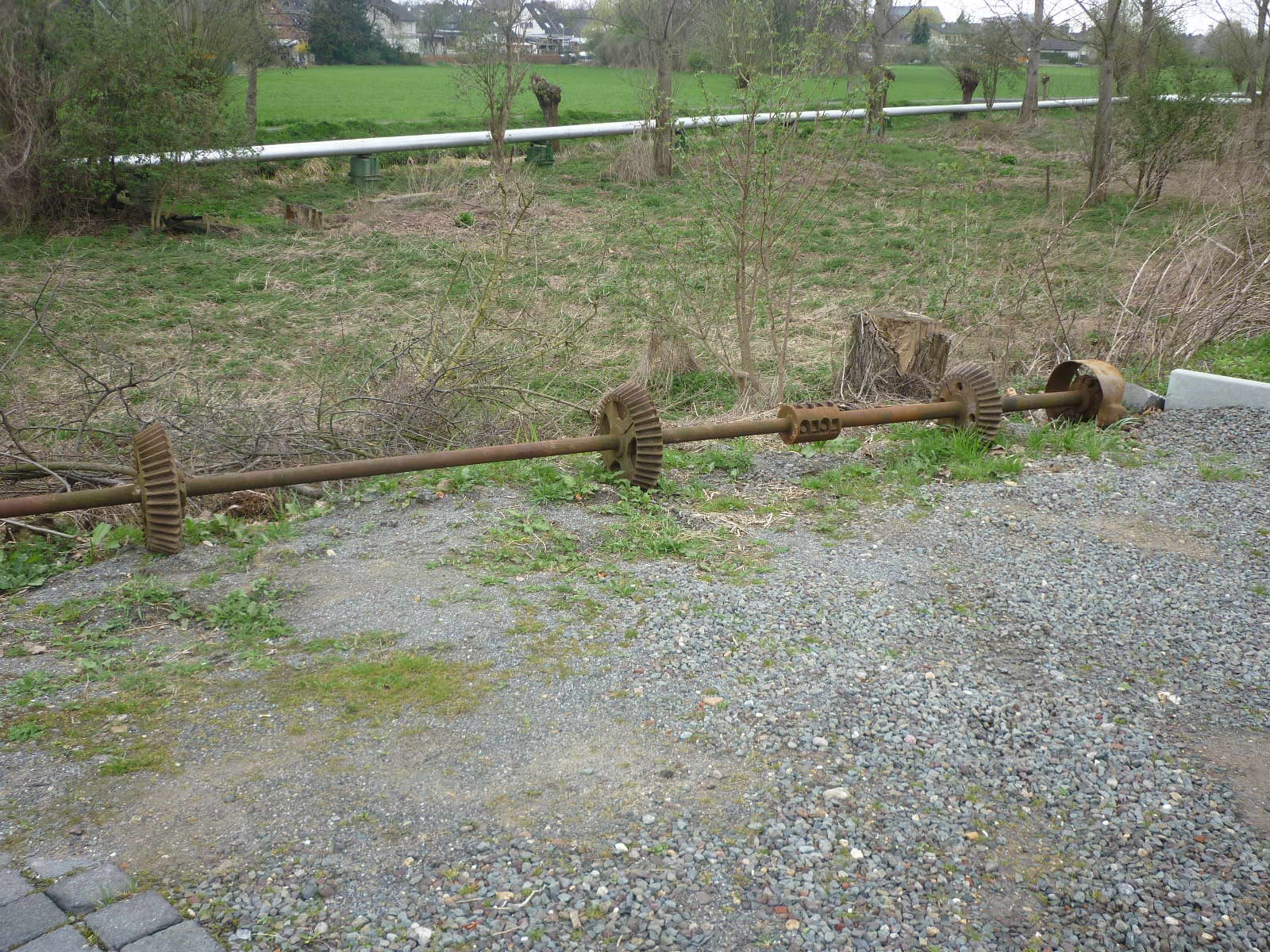
Alte Welle der Transmission
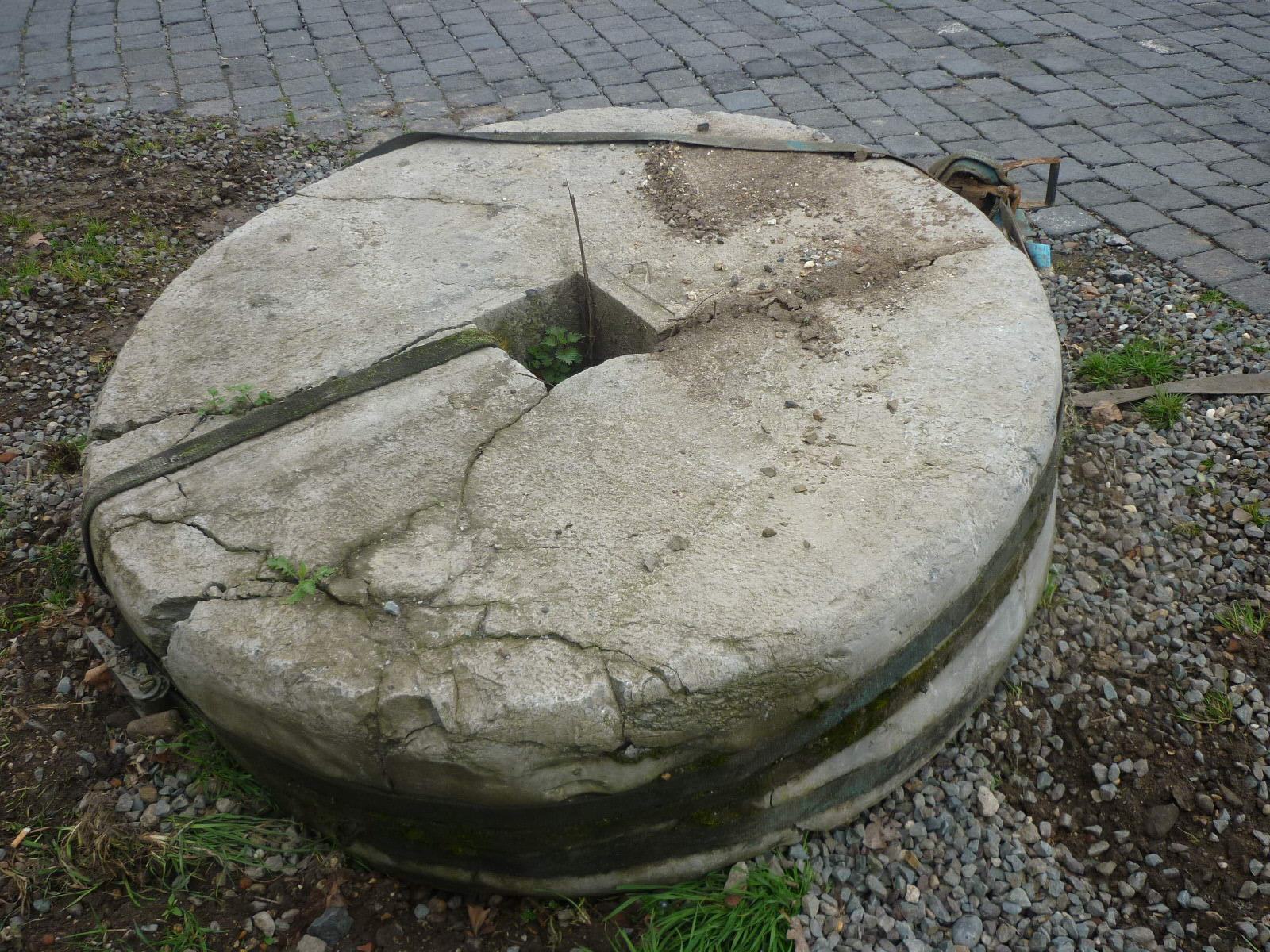
Alter Mühlstein